# Junte de Roncal (traité)
Pour les articles homonymes, voir Roncal et Junte de Roncal.
La Junte de Roncal (Erronkariko batzarra en basque et Junta de Roncal en espagnol)  est une cérémonie multiséculaire, connue sous le nom de Tribut des Trois Vaches (Irur beien emontarzuna en basque du Roncal, Tributo de las Tres Vacas en espagnol). Elle est célébrée le 13 juillet de chaque année, au niveau de la borne internationale 262, marquant la frontière entre la France (Pyrénées-Atlantiques) et l’Espagne (Navarre), au col de la Pierre Saint-Martin (à 1 760 mètres d’altitude) sur la commune d'Arette. À cette occasion, les maires béarnais de la vallée de Barétous remettent à leurs homologues de la vallée de Roncal trois vaches en vertu d’un traité vieux de plus de six siècles, considéré comme étant le plus ancien encore actuellement en vigueur en Europe. 
Cette cérémonie est inscrite à l'Inventaire du patrimoine culturel immatériel en France depuis 2014.

## Les origines
Il n’existe aucune précision historique permettant d’établir avec certitude les causes et origines exactes du tribut. Pour certains historiens, il serait apparu pour des motivations guerrières, ce qui en expliquerait le caractère perpétuel : les Barétounais auraient apporté leur aide aux Cimbres lors d'une tentative d’invasion repoussée de la vallée de Roncal (vers 125). Pour d’autres, il s’agirait d’un pacte conclu à la suite de querelles concernant l’usage des pâturages et des sources d'eau, rares dans ces massifs calcaires. Les estives de cette région du Béarn manquent d’eau, et la source la plus proche est celle du Pic d'Arlas, en territoire navarrais, d’où le besoin des Barétounais de traverser la frontière pour abreuver leurs bêtes et les faire paître. Enfin, son apparition pourrait être due à un tribut de guerre après l'invasion des Cimbres et des Barétounais en 125.
Quoi qu’il en soit, c'est au XIVe siècle que sont attestées les premières traces documentées de conflits pastoraux, en 1373. Mais l'existence du tribut remonte sans doute bien avant. La sentence de 1375 (voir infra) expose que « les Barétounais avaient depuis longtemps l'habitude de donner trois vaches âgées de deux ans et sans défaut », explicitant de la sorte l’ancienneté de cette tradition. À l'origine de ce traité de 1375 (qui confirme l’obligation de paiement du tribut encore en vigueur actuellement) se trouvent les violents affrontements entre habitants des deux vallées, déclenchés au début des années 1370.
En 1373, un berger barétounais d’Arette, Pierre Sansoler, et un berger roncalais d’Isaba, Pedro Carrica, se disputent l’utilisation de la source du Pic d’Arlas. Cette dispute dégénère et débouche sur l’assassinat du Béarnais par le Roncalais. Les conséquences de cette rixe s’avèrent dramatiques : les deux vallées s’enflamment, animées d’un esprit de vengeance, et se livrent  à  un affrontement meurtrier rythmé par des embuscades et autres tueries. Cette guerre se prolonge deux ans durant, jusqu’à ce que les souverains de Béarn, Gaston Fébus, et de Navarre, Charles II, ne s’en émeuvent et ne décident d’intervenir. 
Menés à Ansó (Aragon, Huesca), avec les évêques de Bayonne, Oloron, Jaca et Pampelune, les premiers pourparlers échouent. Les heurts se poursuivent, jusqu’à la bataille d’Aguinicea, qui s’achève par la déroute des Barétounais et la mort de leur chef. Les négociations avec les Roncalais reprennent à l’initiative du curé d’Aramits, évitant ainsi que les Navarrais ne jettent leur dévolu sur leurs voisins béarnais affaiblis. Les délégués royaux et épiscopaux se réunissent à nouveau à Ansó en 1375. Ils estiment que les deux parties ont subi des dégâts comparables et mettent fin à un conflit responsable de la mort de 300 personnes de chaque côté des Pyrénées, en délivrant une sentence le 13 octobre de cette année. Cette sentence, connue sous le nom de Compromis d’Ansó, contraint les Béarnais à continuer à verser le tribut. En échange, ces derniers sont autorisés à fréquenter les pacages frontaliers du Pic d’Arlas, durant vingt-huit jours consécutifs à compter du 10 juillet.

## La confirmation des accords defaceriepar letraité de Bayonnede 1856
Au milieu du XIXe siècle les États français et espagnol concluent une série d'accords destinés à clarifier les dispositions parfois imprécises du traité des Pyrénées qui a établi la frontière les séparant, et à régler divers litiges entre communautés frontalières.
C'est le traité de Bayonne du 2 décembre 1856 qui remédie aux difficultés qui se sont signalées de l'embouchure de la Bidassoa jusqu'à la limite entre la Navarre et l'Aragon. Spécifiquement, c'est son article 13 qui confirme la pérennité des dispositions concernant la vallée de Roncal :

« Considérant que les faceries et compascuités perpétuelles de paturages entre les frontaliers de l'un et l'autre pays ont été souvent préjudiciables au repos et à la bonne harmonie sur la frontière, il est convenu que les contrats de ce genre qui existaient autrefois ou qui existent encore aujourd'hui, en vertu d'anciennes sentences ou conventions, demeurent abolis et de nulle valeur, à dater du 1er janvier qui suivra la mise à exécution du présent traité ; mais il est expressément convenu que les faceries perpétuelles qui existent en ce moment de droit et de fait entre la vallée de Cize et Saint-Jean-Pied-de-Port en France et celle d'Aescoa en Espagne, et entre les habitants de Barétous en France et ceux de Roncal en Espagne, en vertu des sentences arbitrales de 1556 et de 1375 et des sentences confirmatives postérieures, continueront, pour des motifs qui leur sont particuliers, à être fidèlement exécutées de part et d'autre. »

## La cérémonie

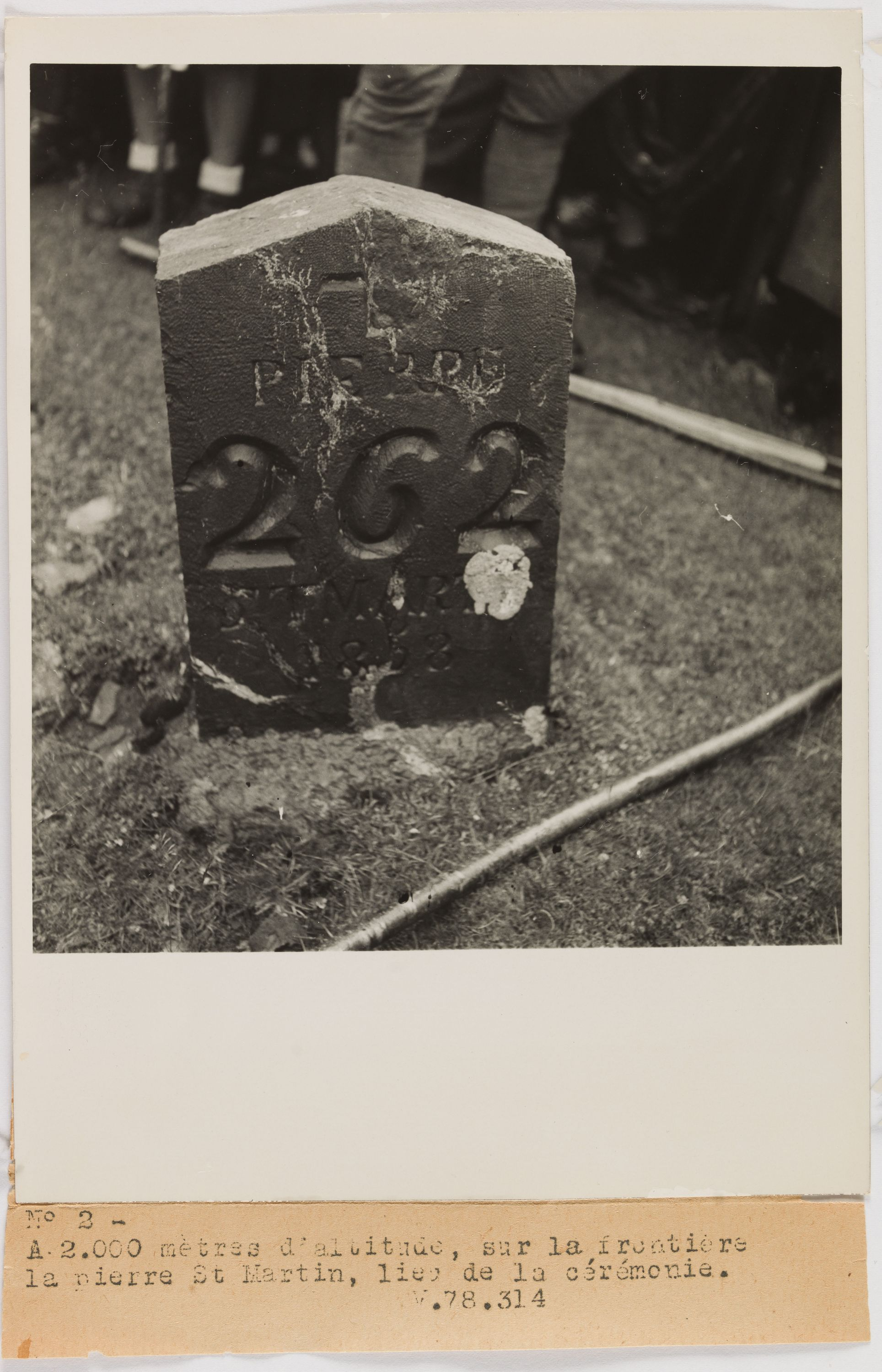
La borne "262" en 1943.

Aujourd’hui, ces conflits ne constituent plus qu’une page de l’histoire locale. Le traité est pourtant toujours en vigueur, après des siècles d’existence, et représente une occasion de célébrer l’amitié entre les habitants des deux vallées.
Le déroulement de la remise du tribut est très précisément défini. Le 13 juillet de chaque année, les maires des six communes de la vallée de Barétous (Ance, Aramits, Arette, Féas, Issor, Lanne-en-Barétous) et de quatre des sept communes de la Vallée du Roncal (Garde, Isaba, Urzainqui, Uztárroz) se retrouvent au lieu-dit La Pierre-Saint-Martin, nommé ainsi en raison d’un mégalithe anciennement placé en ces lieux et remplacé aujourd’hui par la borne 262, marquant la frontière entre la France (Arette) et l’Espagne (Isaba). Pour l’occasion, les maires béarnais revêtent l’écharpe tricolore, tandis que les maires navarrais se présentent en habit roncalais traditionnel.
Une fois les délégations rassemblées, le maire d’Isaba, qui préside la cérémonie, demande aux maires français par trois fois s’ils sont disposés à livrer, comme de coutume, le tribut constitué de trois génisses de mêmes pelage et cornage ; ce à quoi les Béarnais répondent par l’affirmative. Le maire d’Arette pose alors sa main droite sur la borne frontière. Les édiles roncalais et barétounais, les uns après les autres, superposent ensuite leurs mains, le maire d’Isaba étant le dernier à apposer la sienne, en prononçant les paroles rituelles : « Pax avant, pax avant, pax avant » (Paix dorénavant, paix dorénavant, paix dorénavant), répétées par les Français. 
À la suite de cela, le vétérinaire d’Isaba examine la quinzaine de génisses et en choisit trois selon les critères prévus (de deux ans, saines, de mêmes pelage et cornage, et sans défaut), choix qui est validé par les Français. Les élus roncalais prennent possession des animaux puis le maire d’Isaba nomme quatre gardes pour la surveillance des pâturages frontaliers de Leja et d’Erlanz. Ces gardes prêtent serment devant le maire d’Isaba, qui conclut ainsi : « Si así lo hacéis Dios os lo premie y si no, os lo demande » ("Si vous le faites ainsi, Dieu vous récompensera et sinon il l'exigera."). La cérémonie s’achève par la lecture des actes et leur signature par les différents magistrats. Aujourd’hui, la célébration du traité est suivie d’une fête pastorale dans les estives.